# Lake Morton-Berrydale (Washington)
Lake Morton-Berrydale es un lugar designado por el censo ubicado en el condado de King en el estado estadounidense de Washington. En el año 2000 tenía una población de 9.659 habitantes y una densidad poblacional de 298,7 personas por km².

## Geografía
Lake Morton-Berrydale se encuentra ubicado en las coordenadas 47°19′54″N 122°6′12″O / 47.33167, -122.10333.

## Demografía
Según la Oficina del Censo en 2000 los ingresos medios por hogar en la localidad eran de $75.337, y los ingresos medios por familia eran $80.516. Los hombres tenían unos ingresos medios de $54.151 frente a los $36.101 para las mujeres. La renta per cápita para la localidad era de $28.980. Alrededor del 1,7% de la población estaban por debajo del umbral de pobreza.